# Acontias percivali
Acontias percivali är en ödleart som beskrevs av  Arthur Loveridge 1935. Acontias percivali ingår i släktet Acontias och familjen skinkar. IUCN kategoriserar arten globalt som livskraftig.
Arten beskrevs med hjälp av exemplar som hittades i södra Kenya och norra Tanzania. Det är omstritt om underarterna A. p. occidentalis och A. p. tasmani från södra Afrika verkligen tillhör Acontias percivali. Honor lägger inga ägg utan föder levande ungar.

## Underarter
Arten delas in i följande underarter:
- Acontias percivali occidentalis (V. FitzSimons, 1941)
- Acontias percivali percivali (Loveridge, 1935)
- Acontias percivali tasmani (Hewitt, 1938)

## Etymologi
Det specifika namnet, percivali är till för att hedra den brittiske naturutforskaren Arthur Blayney Percival (1874-1940), som var en viltvårdare i Östafrika.